# Egyházasgerge
Egyházasgerge é um município da Hungria, situado no condado de Nógrád. Tem 15,37 km² de área e sua população em 2015 foi estimada em 730 habitantes.